# 空间天文学
空间天文学是指由地球外圍大氣層到大氣層外的空間進行天文觀測與研究的科學。因為大氣層的存在，許多電磁波段如 Xray與紅外線對天文學家來說是不透明的，即使在可見光波段，也會受到大氣擾動、消光、與光害等因素影響觀測品質。將觀測儀器放在太空中，可以脫離大氣層的對觀測的限制，同時拓展天文觀測的電磁窗口。

## 歷史
1946年，美國天文學家萊曼．史匹哲首先提出在衛星軌道上設置天文台的想法 （页面存档备份，存于）。30年後，美國太空總署與歐洲太空總署開始合作發展日後公眾熟知的哈伯太空望遠鏡計畫，1990年哈伯進入衛星軌道，也成為第一個太空天文臺，開啓太空天文學的領域。太空望遠鏡的計畫請參見太空望遠鏡列表。